# Clase Kilo
El nombre clase Kilo es un código OTAN utilizado para identificar a los submarinos soviéticos, de propulsión diésel y eléctrica designados en la nomenclatura de la URSS como Proyecto 877 Paltus (fletán). 
Existe también una versión mejorada posterior fabricada por Rusia denominada Proyecto 636 Varshavyanka a la que se designa en occidente como clase Kilo Mejorado.

## Clase Kilo (URSS)

### Historia
Las capacidades del sonar que habían aumentado en la década de 1970 llevaron a la fácil detección de submarinos en el campo acústico y los diseñadores soviéticos comenzaron a dar prioridad a los problemas de reducción de ruido. Dado que el ruido de los submarinos del Proyecto 641B de segunda generación no se pudo reducir, se tomó la decisión de crear un barco fundamentalmente nuevo, y por lo tanto, el desarrollo del proyecto submarino diésel comenzó bajo la supervisión de Y.N.Kormilitsin en la oficina de diseño de Rubin. 
Es un submarino de tercera generación de acuerdo con la asignación, se garantizó que el navío proyectado ganaría la situación de duelo de cualquier submarino de esta clase, lo que se logró mediante la combinación óptima de bajo ruido, rango de medios de detección, velocidad y potencia del arma. Inicialmente, el proyecto tenía un gran potencial para actualizaciones posteriores.
La construcción se realizó en dos series, significativamente diferentes en características. Como parte de la Armada de la URSS, todos los barcos fueron asignados al proyecto 877, y una serie de exportación fue designada como proyecto 877E y 877EKM, el segundo proyecto 636 .
En 1979, en el astillero Lenin Komsomol en Komsomolsk-on-Amur se le colocó el barco principal del proyecto, que entró en funcionamiento en 1982. Posteriormente, se produjeron barcos del proyecto 877 en astilleros Admiralty Shipyards de Leningrado (actual San Petersburgo) y Krasnoye Sormovo de Gorky (actual Nizhniy Nóvgorod).
Visitas al extranjero
En mayo de 1994, el submarino B-459 (Flota del Norte) realizó una visita comercial a la base de submarinos británica de Gosport. Esta fue la primera llegada de un submarino de la URSS y la Federación de Rusia a Gran Bretaña después de la Segunda Guerra Mundial.
En mayo-junio de 2001, el submarino Vologda (Flota del Norte) realizó una visita oficial al Reino Unido en el centenario de la base naval de Faslane.
En octubre de 2002, el submarino Mogocha (Flota del Pacífico) estaba en una visita oficial a Japón como parte de un escuadrón de buques de guerra. Participó en el desfile internacional en el 50 aniversario de las Fuerzas de Autodefensa japonesas .
Del 21 al 25 de mayo de 2009, el submarino B-471 Magnitogorsk (Flota del Pacífico) participó en ceremonias dedicadas al centenario de las fuerzas submarinas noruegas.

### Diseño
La función principal de estos submarinos es atacar barcos y submarinos en aguas relativamente poco profundas. Diseñados para operar silenciosamente, en la Marina de Estados Unidos lo llaman “Agujero Negro” por su sorprendente habilidad para desaparecer; es considerado el submarino más silencioso de los tipo Diésel-eléctrico en el mundo. El ruido de la embarcación a 2-5 nudos 80-90 dB por 1 Pa a una distancia de 1 m.
Tiene un recubrimiento especial de placa anecoica , diseñada para absorber las ondas de sonares activos, los cuales dan como resultado la reducción y distorsión de las señales que se regresan a los sonares. El recubrimiento también sirve para atenuar los sonidos que se generan al interior del submarino, esto también reduce la posibilidad de detección de los sonares pasivos hostiles.
Los barcos del Proyecto 877 son los submarinos rusos más silenciosos, lo que se explica por la falta de ruidosas unidades de engranajes turbo y bombas potentes, típicas de los submarinos nucleares, y motores diésel de superficie muy ruidosos. La reducción de ruido de las unidades se complementa con una forma aerodinámica y un revestimiento de sonda del cuerpo.
Casco
Por primera vez en la URSS, el casco del bote se hizo en forma de "dirigible" con un alargamiento óptimo en términos de racionalización y con un mínimo de aberturas externas. La relación de longitud a ancho fue un poco más de 7. La forma seleccionada permitió aumentar la velocidad de crucero del submarino y reducir el ruido, debido al deterioro de la navegabilidad en la posición sobre el agua.
El barco tiene una estructura de dos cascos, tradicional para la escuela soviética de construcción naval subacuática. El cuerpo de luz limita la extremidad nasal desarrollada, en la parte superior de la cual hay tubos de torpedos, y la antena principal desarrollada del complejo de sonar Rubicon-M ocupa la parte inferior.
La cerca de los dispositivos retráctiles se encuentra por encima del segundo compartimento y realiza sus funciones habituales: puente, toma de aire, flujo alrededor y protección de periscopios, antenas y otros dispositivos de mástil de elevación, también hay un guardabarros sellado para los MANPADS Strela-3M .
La robusta carcasa se divide en seis compartimentos:
- El primer compartimento está dividido en tres cubiertas. La superior está ocupada por armas de torpedos, la central es residencial, la inferior contiene el primer grupo de baterías.
- El segundo compartimento también tiene tres pisos. En la cubierta superior hay un poste central, debajo está la segunda cubierta, en la cual hay una cabina de operador de radio y una cabina de navegación. Todos los dispositivos extraíbles pasan por el mismo compartimento.
- El tercer compartimento es un residencial de tres pisos. Dos cubiertas están ocupadas por las instalaciones de la tripulación, y la cubierta inferior está ocupada por el segundo grupo de la batería.
- El cuarto compartimento es un generador diésel.
- El quinto compartimento es eléctrico. Desde este compartimiento se libera una boya de emergencia de popa.
- El sexto compartimento está en popa, contiene un motor eléctrico de una carrera económica y unidades de timón, techo solar en popa.

Central eléctrica
Los submarinos del Proyecto 877 tienen una planta de energía de un solo eje, implementada según el principio de propulsión eléctrica completa. Dos motores diésel del tipo 4-2DL42M tienen una capacidad de 1000 kW a una velocidad de 700 rpm, y funcionan en conjunto con generadores del tipo PG-142. El motor eléctrico de remo modelo PG-101 tiene una potencia de 4040 kW a 500 rpm y está duplicado por el motor económico tipo PG-140 (139 kW a 150 rpm). Dos hélices de reserva del tipo de tornillo en tubo están ubicadas en túneles semianillos en la parte de popa dentro del casco de la embarcación y son accionadas por motores de respaldo PG-168 (2x 75 kW a 650 rpm).
El tipo de batería 446 consta de dos grupos de 120 elementos cada uno, y se encuentra en las cubiertas inferiores de los compartimentos 1 y 3. Su intensidad energética es suficiente para 400 millas de viaje bajo el agua a una velocidad de 3 nudos. El rango de crucero bajo el RDP es de 6500 millas a 7 nudos.
Habitabilidad
Para 57 miembros de la tripulación de los cuales 12 oficiales, tienen 45 literas ubicadas en las cabinas del primer y tercer compartimento. Debido a la falta de la cantidad necesaria de literas, la tripulación se encuentra en los cuarteles en los puntos de base.
Armamento
Los barcos del proyecto recibieron un sistema de armas automatizado. El armamento incluía 6 tubos de torpedos de calibre 533 mm, hasta 18 torpedos o 24 minas. En la época soviética, el sistema defensivo de misiles de defensa aérea Strela-3M se instaló en barcos, que se podían usar en la posición de superficie.

### Modificaciones
877LPMB

DEPL Proyecto 877 Paltus (Kilo)

DEPL Pr. 877V Paltus "Alrosa" (Kilo)

El submarino B-800 Kaluga , construido en 1989 , recibió una hélice experimental hecha de la aleación especial Aurora, que tiene 7 palas en forma de L. Además, se equipó una escotilla de rescate en el bote, lo que permitió la evacuación del submarino desde una profundidad de hasta 250 metros. El equipo de la ojiva electromecánica (БЧ-5) fue rediseñado, el motor eléctrico principal de remo y el motor de operación eficiente fueron más lentos y, por lo tanto, más silenciosos que en los dos barcos principales del proyecto B-401 y B-402. Se instaló equipo de navegación adicional en el barco. Como resultado de la modernización, las condiciones de alojamiento en el barco fueron algo limitadas.
Formaba parte de la Flota del Mar Negro, luego fue transferido a la Flota del Norte. En previsión de reparaciones, el submarino permaneció en el muelle del astillero Zvyozdochka durante 9 años . Los trabajos de reparación comenzaron en 2011 y finalizaron en 2012. Es parte de la Flotilla de Kola de las fuerzas de la Flota del Norte (basada en Polyarny ) [5] [6] .
877V
El submarino B-871 "Alrosa" del proyecto básico 877 fue equipado con una propulsión experimental de chorro de agua en lugar de una hélice. El proyecto recibió el código 877B, y el barco después de la modernización se convirtió en más silencioso de la clase Kilo.
877E
Modificación para la exportación.Se desarrolló una versión modificada del proyecto, que recibió el código 877E (Exportar). Difiere principalmente en términos de equipamiento y no está equipado con MANPADS. Dos submarinos de esta variante fueron producidos
877EKM
Sobre la base de la modificación de exportación 877E, se desarrolló una variante del proyecto 877EK (Export Kapitalist), que no entró en producción y se finalizó al recibir el código 877EKM (Export Kapitalist Modernized). El énfasis principal durante la modernización se hizo en asegurar la operación de los mecanismos del barco en condiciones tropicales. Según el proyecto 877EKM en 1983 - 2000, se construyeron 18 submarinos.
Desde 2004, el submarino de la Armada de la India, Sindukirti, se ha sometido a reparaciones y modernización en Visakhapatnam, y está previsto que regrese a la flota en 2014-2015. El objetivo principal del proyecto es aumentar las capacidades de las empresas nacionales en la modernización de los submarinos.
08773
El proyecto 877EKM, finalizado para la Armada de la India, recibió el código 08773. Las diferencias estaban en la instalación del sistema de misiles Club-S, el sistema de control de misiles Lama-ER, el nuevo sistema de sonda MGK-400EM (MGK-EM) y los sistemas avanzados de control y mantenimiento. Los barcos de esta y las modificaciones posteriores recibieron la designación de la OTAN "Kilo mejorado".

### Usuarios
Se construyeron 24 submarinos para la Armada de la URSS, diseñados por el Buró de diseño Rubin en el astillero de Polyarny. Otras 29 naves fueron construidas y destinadas para la exportación a diferentes países.
Antiguos usuarios
- Unión Soviética: Se construyeron 24 submarinos para la Armada de la URSS, diseñados por el Buró de diseño Rubin en el astillero de Polyarny. La primera unidad entró en servicio con la Marina Soviética en 1982. Después del desmembramiento de la URSS todas las unidades fueron trasferidas a la Armada de Rusia.

Operadores actuales
- Rusia: Para noviembre de 2006, la Marina Rusa tenía 16 submarinos de esta clase en servicio activo, y otros 8 en reserva. En junio de 2019, el Ministerio de Defensa de la Federación de Rusia anunció una licitación para el reciclado de varios submarinos del proyecto 877. A principios de 2020 permanecen en servicio 14 submarinos de la clase Kilo.

- Argelia: 2 unidades Pr. 877EKM.

- China: 2 unidades Pr. 877EKM.

- India: 9 unidades Pr. 877 EKM de un total de 10 compradas. El submarino S-63 Sindhurakshak resultó destruido mientras era modernizado en Bombay.[3]

- Irán: 3 unidades Pr. 877EKM.[4]

- Polonia 1 unidad Pr. 877E, el ORP Orzeł. Averiada en 2019, no esta previsto que sea reparada.

- Rumania 1 unidad Pr. 877E, pero ha estado fuera de operaciones desde el 1996 por falta de reparaciones en el motor debido a la falta de presupuesto.[5]

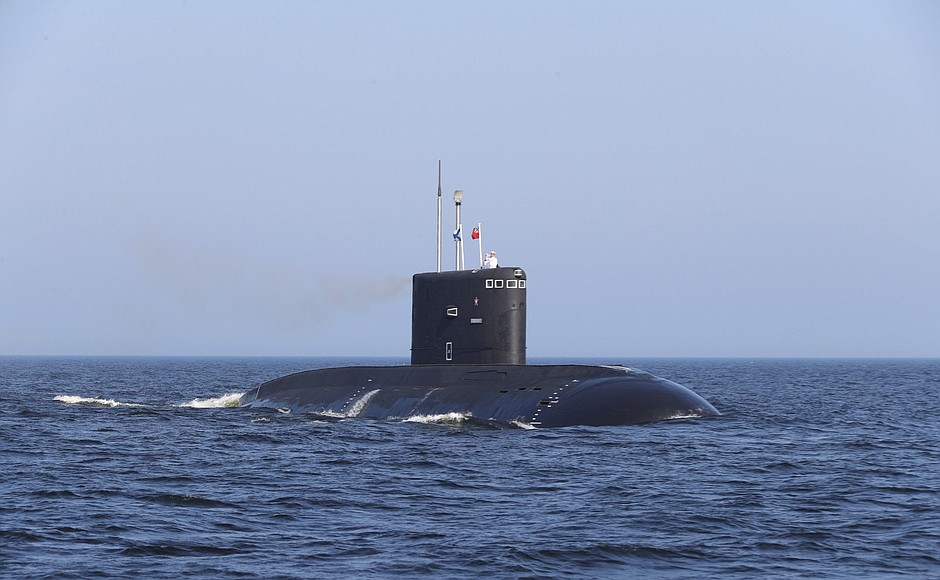
DEPL Pr. 877 Vladikavkaz de la Armada de Rusia
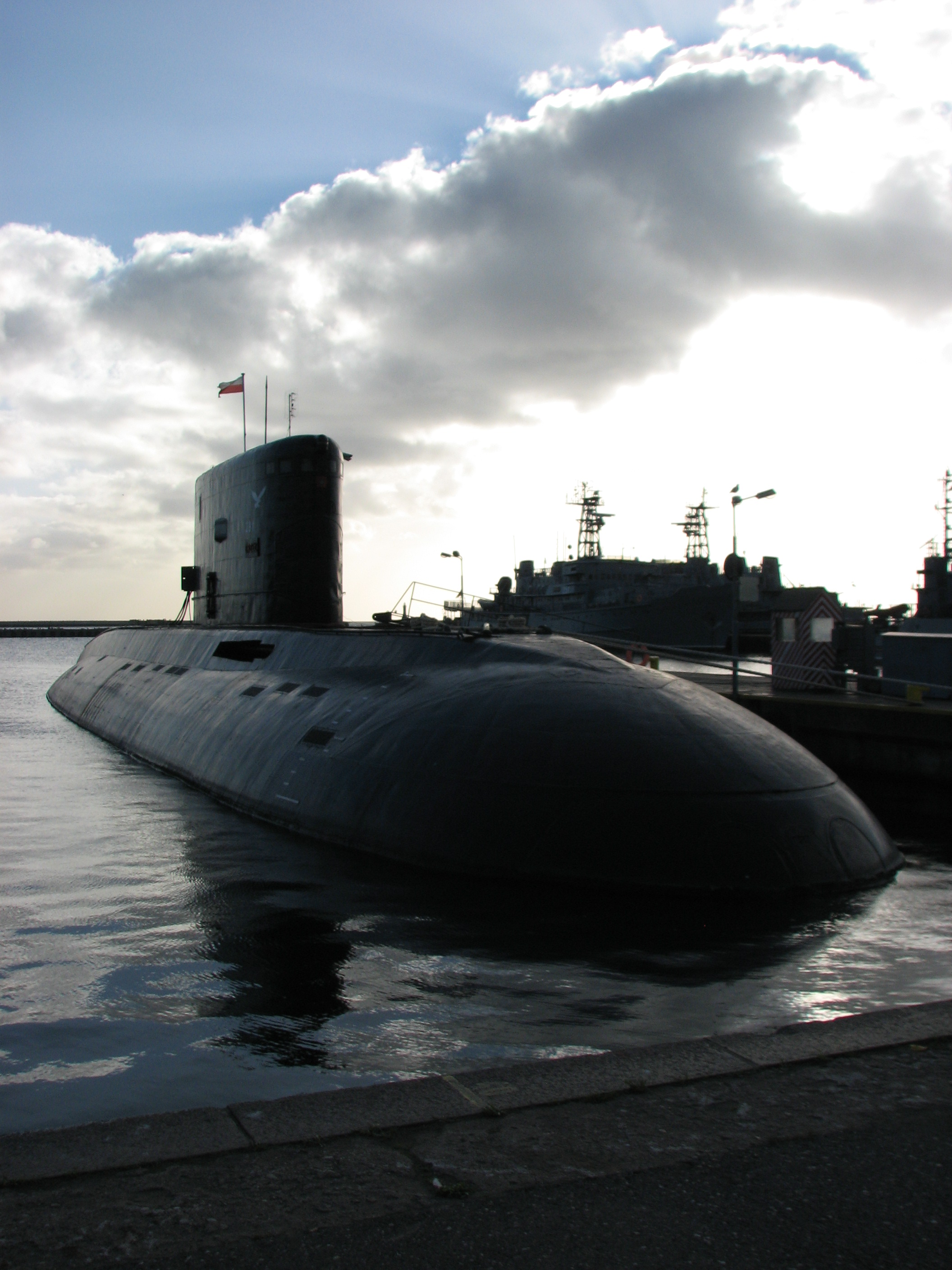
Kilo de Polonia ORP Orzel, 2006]
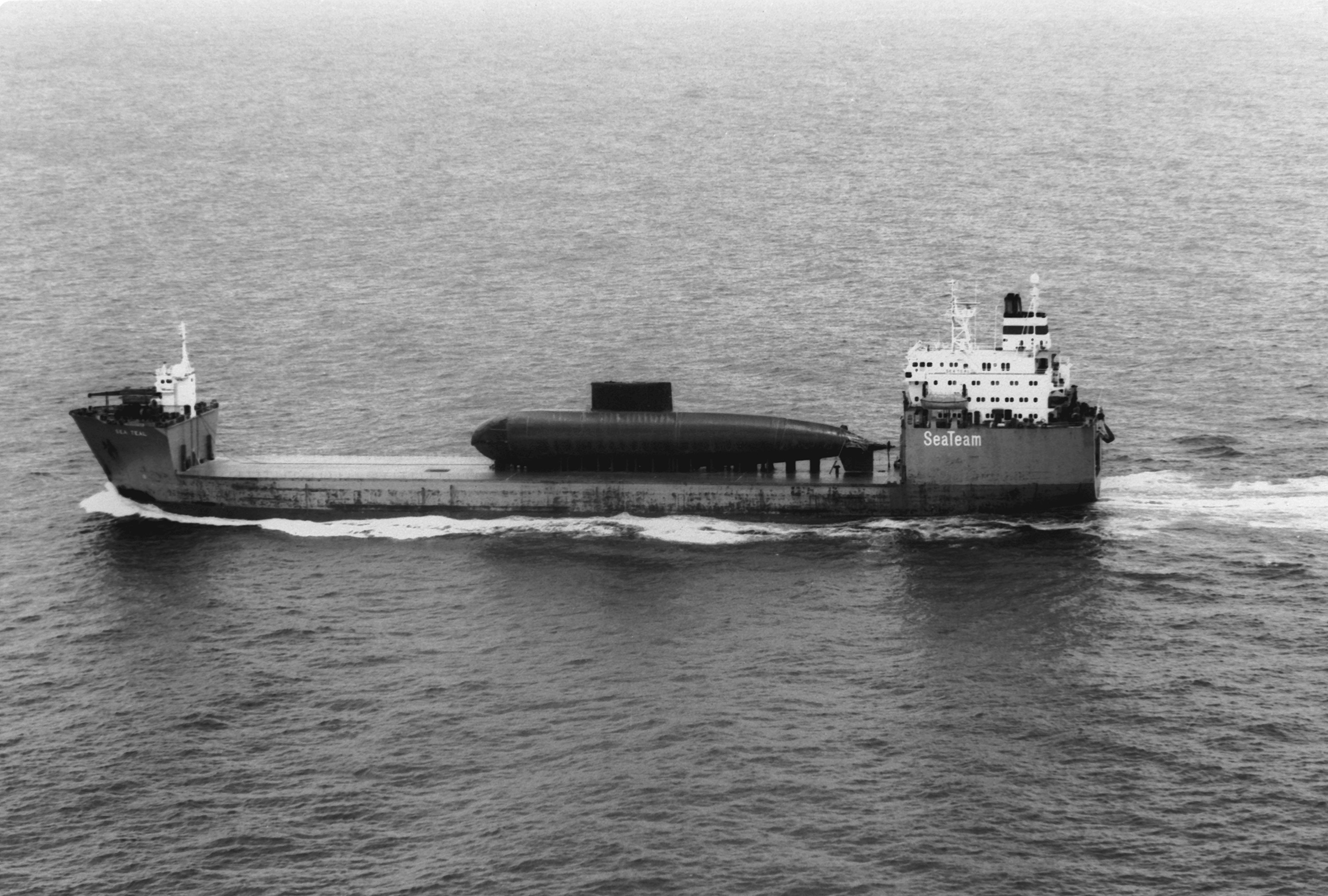
Kilo Armada Rep. China a bordo del carguero semisumergible SS SeaTeam 1995

## Clase Kilo Mejorado
Los submarinos del Proyecto 636 Varshavyanka (según la codificación de la OTAN - Clase Kilo Mejorado ) son un tipo de submarinos diésel-eléctricos multipropósito (DEPL). Es una versión mejorada del submarino de exportación del proyecto 877EKM, que se distingue por el equipamiento y las modificaciones del casco. Para el proyecto 636, se desarrollaron especialmente tres docenas de elementos de componentes de equipos. Como resultado de la mejora del proyecto 636, surgió el proyecto 636M.

### Historia
Se suponía que los submarinos de esta clase se construirían en grandes cantidades para su exportación a los países del Pacto de Varsovia , razón por la cual el proyecto lleva ese nombre. El jefe de diseño fue Yu.N. Kormilitsyn.
El barco está diseñado para lidiar con submarinos enemigos y buques de superficie, para proteger las bases navales, la costa y las rutas marítimas. El proyecto principal 877 fue creado en la década de 1970 por la Oficina Central de Diseño de Rubin , el Proyecto 636 es la evolución de sus últimas modificaciones. La construcción de los buques del Proyecto 636 comenzó a mediados de la década de 1990.
El submarino B-340 636M, completado en 2005 por orden de China , fue el último submarino, totalmente construido en la fábrica Red Sormovo.
La construcción moderna de barcos de este proyecto se lleva a cabo en la fábrica de Admiralty Shipyards en San Petersburgo.

### Diseño
El casco es doble, con 6 compartimentos estancos. El sistema de misiles Kalibr se instala en embarcaciones de modificaciones 636M, 636.1 y 636.3. La recarga de TA tarda 15 segundos.
Rango bajo el agua:
- 3 nudos en operación económica - 400 millas.
- En modo RPD a una velocidad de 7 nudos - 7500 millas.
- La autonomía es de 45 días.

Las embarcaciones del Proyecto 636.1 están equipadas con el último sistema de navegación inercial con almacenamiento a largo plazo de parámetros sin corrección , que proporciona información al sistema de misiles en una posición submarina. Esto proporciona un mayor secreto en el proceso de completar misiones de combate.
Los submarinos mejorados del Proyecto 636.3 superan a los representantes anteriores del proyecto con la capacidad de generadores diésel, velocidad subacuática total, rango de crucero en el modo de operación de motores diésel bajo el agua (RPD); tener un nivel mucho más bajo de ruido submarino. 
El proyecto 636.3 tiene la combinación óptima de rango de detección de objetivos y sigilo acústico. Está equipado con un sistema automatizado de gestión de la información y un moderno sistema de navegación inercial, que proporciona las mejores características de un submarino entre barcos similares. 
Según los diseñadores, estos barcos, debido al bajo nivel de ruido, pueden proporcionar una detección proactiva garantizada y la posibilidad de atacar barcos enemigos desde una gran distancia con la ayuda de misiles de crucero antibuque.
Los submarinos del proyecto 636 modificado tienen mayor efectividad de combate (en comparación con proyectos anteriores). La combinación óptima de sigilo acústico y alcance de detección de objetivos, el último sistema de navegación inercial, un moderno sistema automatizado de información y control y potentes armas de misiles torpedos de alta velocidad brindan prioridad de clase mundial para los buques de esta clase en el campo de la construcción de buques submarinos no nucleares.

### Modificaciones
636

Clase Kilo Mejorado Pr. 636

Diseño original de la clase Kilo Mejorado. Dos unidades de esta clase fueron construidas para China, entregándose en 1997 y 1998.
636M
La versión modernizada se construyó a continuación, también para la Marina de China, entrando en servicio la primera unidad en 2004. En solo 2 años China recibió 8 unidades. Una de estas unidades se realizó en el astillero "Sormovo Rojo" de Nizhniy Nóvgorod, siendo la última unidad construida en este astillero fluvial del Rio Volgasituado en el centro de Rusia. Posteriormente, entre 2009 y 2020 , la Marina de Argelia recibió dos unidades de esta modificación , elevando a 10 el total construidas.
636.1
Desde 2010 se empezó a construir una serie de 6 submarinos Pr. 636.1 para la marina de Vietnam, entregándose los dos primeros en agosto de 2014 y los dos últimos en febrero de 2017.
Argelia compró dos unidades de esta modificación que fueron fabricadas a partir de 2015 y entregadas en 2019.

636.3
Producción doméstica rusa de submarinos de la clase Kilo Mejorado Pr. 636.3 para reemplazar en su propia flota a los Clase Kilo Pr. 877 de producción soviética que datan de los años 80. La producción comenzó en 2010 construyendo una serie de 6 para la Flota del Mar Negro, cuyos ejemplares entraron en servicio de 2014 a 2016, seguida de una segunda serie de 6 para la Flota del Pacífico, cuya primera unidad entró en servicio en 2019. Ese mismo año se anunció una serie de menos unidades para la Flota del Báltico.

### Usuarios
- Rusia: 10 unidades Pr. 636.3, con otras 6 ordenadas.

- Argelia: 4 unidades (2 Pr. 636M y 2 Pr. 636.1), con otras 2 Pr. 636.1 ordenadas.

- China: 10 unidades en total (2 Pr. 636 y 8 Pr. 636M)

- Vietnam: 6 unidades Pr. 636.1

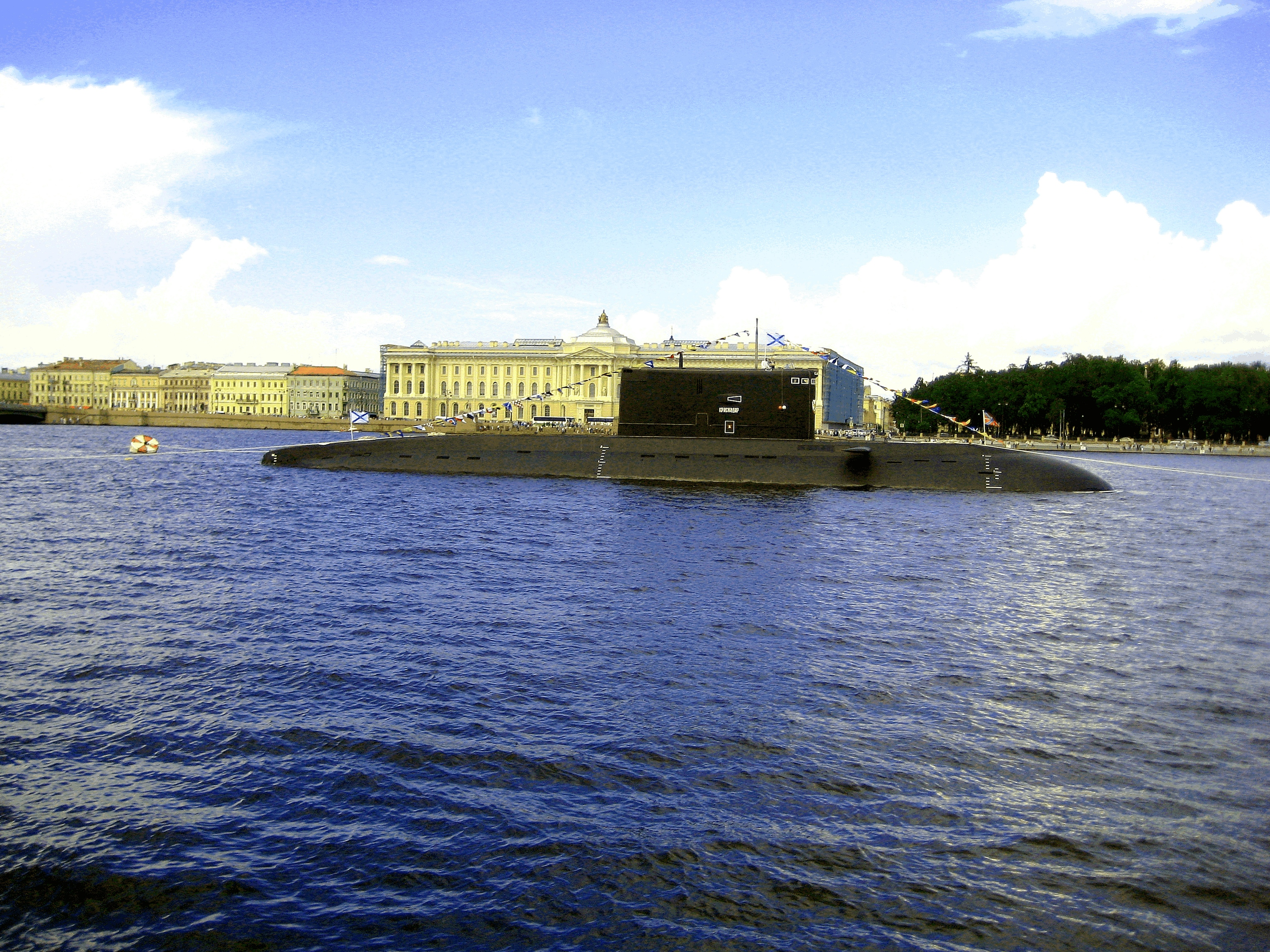
B-265 Krasnodar nevegando por el rio Neva en el día de la Marina, 31 de julio de 2016.
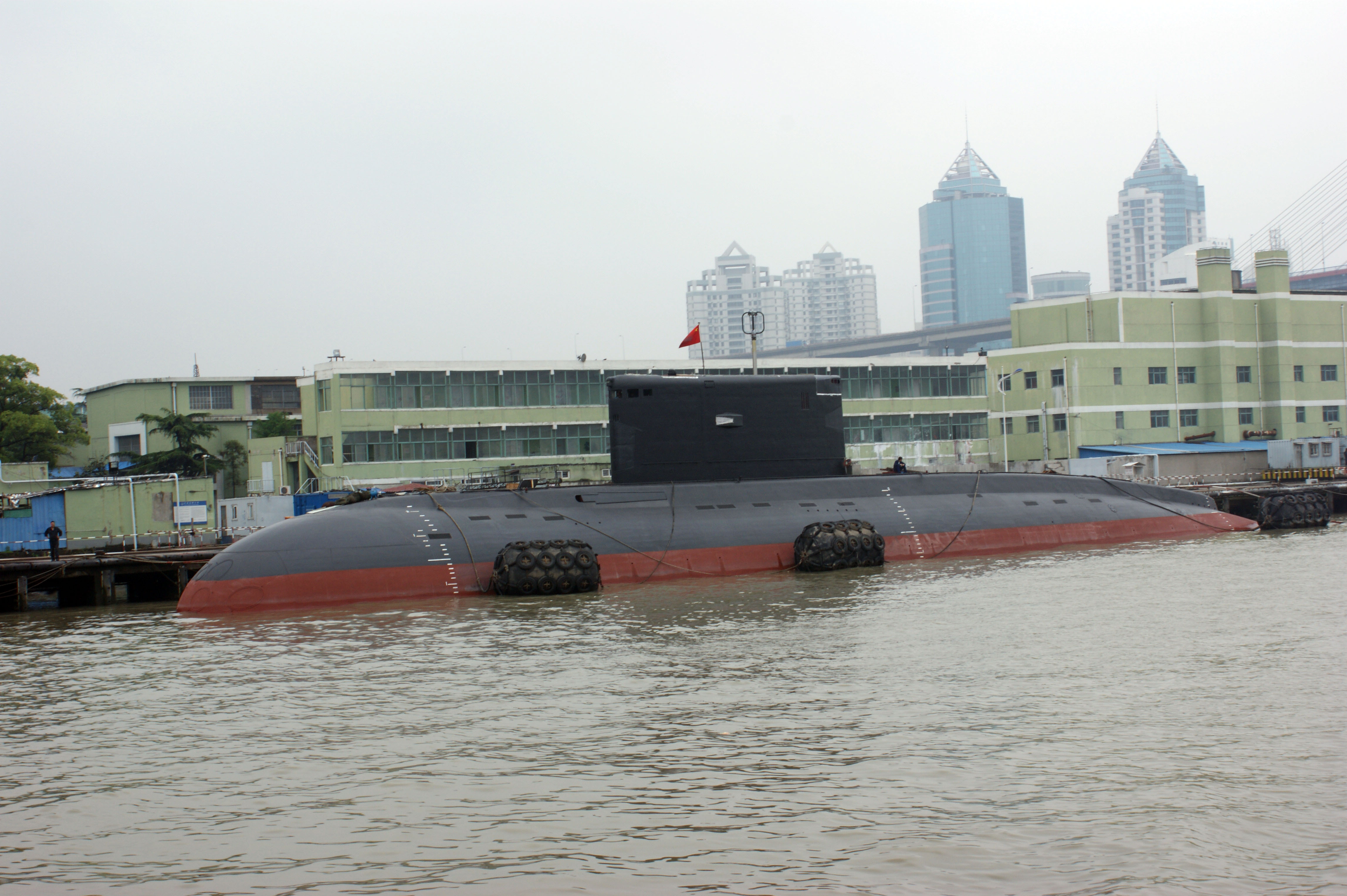
Kilo Mejorado de China en Shanghái.
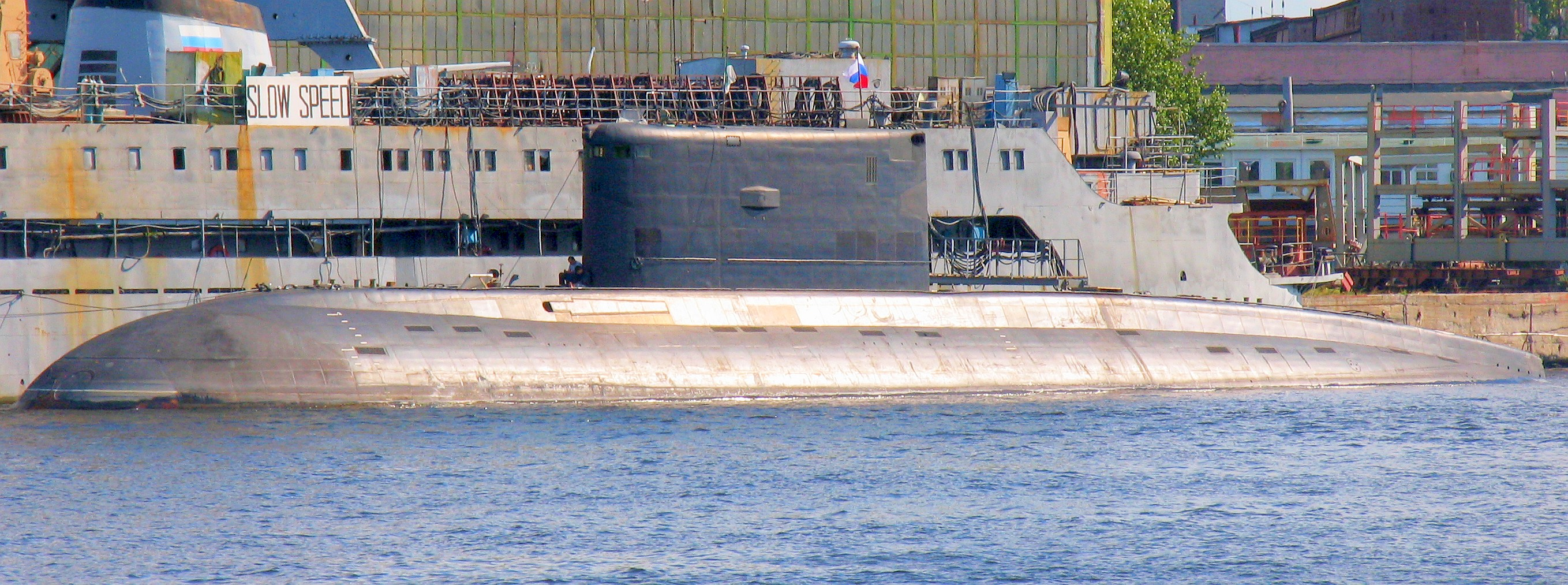
Kilo Mejorado Pr. 636M Akram Pacha de la Marina de Argelia en San Petersburgo.

## Lista de submarinos
| Clase Kilo Pr. 877 Paltus                | Clase Kilo Pr. 877 Paltus             | Clase Kilo Pr. 877 Paltus | Clase Kilo Pr. 877 Paltus | Clase Kilo Pr. 877 Paltus | Clase Kilo Pr. 877 Paltus | Clase Kilo Pr. 877 Paltus                             |
| #                                        | Nombre                                | Inicio                    | Botado                    | Asignado                  | Flota                     | Estatus                                               |
| ---------------------------------------- | ------------------------------------- | ------------------------- | ------------------------- | ------------------------- | ------------------------- | ----------------------------------------------------- |
| 1                                        | B-248                                 | 16.03.1980                | 12.09.1980                | 31.12.1980                | PACÍFICO                  | Dado de baja en 2001.                                 |
| 2                                        | B-260 Chita                           | 22.02.1981                | 23.08.1981                | 30.12.1981                | PACÍFICO                  | Dado de baja en 2016. Hundido en 2019.                |
| 3                                        | B-227 Vyborg                          | 23.02.1982                | 16.09.1982                | 23.02.1983                | BÁLTICO                   | Dado de baja en 2018. Convertido en barco museo.      |
| 4                                        | B-229                                 | 23.02.1983                | 15.07.1983                | 30.10.1983                | PACÍFICO                  | Dado de baja en 2002.                                 |
| 5                                        | B-404                                 | 07.05.1983                | 24.09.1983                | 30.12.1983                | PACÍFICO                  | Dado de baja en 2002.                                 |
| 6                                        | B-405                                 | 20.04.1984                | 21.09.1984                | 30.12.1984                | PACÍFICO                  | Dado de baja en 2002.                                 |
| 7                                        | B-470                                 | 06.05.1985                | 27.08.1985                | 30.12.1985                | PACÍFICO                  | Dado de baja en 2007.                                 |
| 8                                        | B-439                                 | 04.04.1986                | 31.07.1986                | 30.12.1986                | PACÍFICO                  | Dado de baja en 2005.                                 |
| 9                                        | B-445 Svyatitel' Nikolay Chudotvorets | 21.03.1987                | 26.09.1987                | 30.01.1988                | PACÍFICO                  | Dado de baja                                          |
| 10                                       | B-394 Nurlat                          | 15.04.1988                | 03.09.1988                | 30.12.1988                | PACÍFICO                  | Dado de baja                                          |
| 11                                       | B-464 Ust-Kamchatsk                   | 26.05.1989                | 23.09.1989                | 30.01.1990                | PACÍFICO                  | Dado de baja                                          |
| 12                                       | B-494 Ust-Bolsheretsk                 | 05.05.1990                | 04.10.1990                | 30.12.1990                | PACÍFICO                  | Dado de baja                                          |
| 13                                       | B-187 Komsomolsk na Amure             | 07.05.1991                | 05.10.1991                | 30.12.1991                | PACÍFICO                  | En servicio                                           |
| 14                                       | B-190 Krasnokamensk                   | 08.05.1992                | 25.09.1992                | 30.12.1992                | PACÍFICO                  | En servicio                                           |
| 15                                       | B-345 Mogocha                         | 22.04.1993                | 06.10.1993                | 22.01.1994                | PACÍFICO                  | Dado de baja en 2021                                  |
| 16                                       | B-401 Novosibirsk                     | 06.10.1982                | 05.03.1984                | 30.09.1984                | NORTE                     | Dado de baja.                                         |
| 17                                       | B-402 Volodga                         | 24.08.1983                | 23.09.1984                | 30.12.1984                | NORTE                     | Dado de baja.                                         |
| 18                                       | B.808 Yaroslavl                       | 29.09.1986                | 30.07.1988                | 27.12.1988                | NORTE                     | Dado de baja                                          |
| 19                                       | B-459 Vladikavkaz                     | 25.02.1988                | 29.04.1990                | 28.09.1990                | NORTE                     | En servicio                                           |
| 20                                       | B-471 Magnitogorsk                    | 26.10.1988                | 22.09.1990                | 28.12.1990                | NORTE                     | En servicio                                           |
| 21                                       | B-177 Lipetsk                         | 03.11.1989                | 27.07.1991                | 26.12.1991                | NORTE                     | En servicio                                           |
| Pr. 877PLMB                              |                                       |                           |                           |                           |                           |                                                       |
| 1                                        | B-800 Kaluga                          | 05.03.1987                | 07.05.1989                | 30.09.1989                | NORTE                     | En servicio                                           |
| Pr. 877V                                 |                                       |                           |                           |                           |                           |                                                       |
| 1                                        | B-871 Alrosa                          | 17.05.1988                | 10.09.1989                | 30.11.1990                | M. NEGRO                  | En servicio.                                          |
| Pr. 877E                                 |                                       |                           |                           |                           |                           |                                                       |
| 1                                        | ORP Orzeł (291)                       | 29.09.1984                | 07.06.1985                | 29.11.1985                | Polonia                   | En servicio.                                          |
| 2                                        | Delfinul (581)                        | 06.04.1984                | 20.09.1985                | 29.09.1985                | Rumania                   | Averiado desde 1996.                                  |
| Pr. 877EKM                               |                                       |                           |                           |                           |                           |                                                       |
| 1                                        | B-806 Dimitrov                        | 15.10.1984                | 30.04.1986                | 25.09.1986                | BÁLTICO                   | En servicio                                           |
| 2                                        | 012 Rais Hadj Mubarek                 | 14.02.1985                | 26.07.1986                | 29.11.1986                | Argelia                   | En servicio                                           |
| 3                                        | S57 Sindhuraj                         | 19.06.1985                | 18.04.1987                | 02.09.1987                | India                     | En servicio                                           |
| 4                                        | 013 Rais Hadj Slimane                 | 26.07.1986                | 10.07.1987                | 05.11.1987                | Argelia                   | En servicio                                           |
| 5                                        | S59 Sindhuratna                       | 15.05.1986                | 15.04.1988                | 15.08.1988                | India                     | En servicio                                           |
| 6                                        | Yuan Zhend 64 Hao                     | 23.03.1989                | 31.05.1994                | 15.11.1994                | China                     | En servicio                                           |
| 7                                        | Yuan Zhend 65 Hao                     | 18.11.1990                | 31.03.1995                | 15.08.1995                | China                     | En servicio                                           |
| 8                                        | S55 Sindhugosh                        | 29.05.1983                | 29.07.1985                | 25.11.1985                | India                     | En servicio                                           |
| 9                                        | S56 Sindhudhvaj                       | 01.04.1986                | 27.07.1986                | 25.11.1986                | India                     | En servicio                                           |
| 10                                       | S58 Sinduvir                          | 15.05.1987                | 13.09.1987                | 25.12.1987                | India                     | En servicio                                           |
| 11                                       | S60 Sindhukesari                      | 25.12.1987                | 16.08.1988                | 29.11.1988                | India                     | En servicio                                           |
| 12                                       | S61 Sindhukirti                       | 05.04.1989                | 26.08.1989                | 30.10.1989                | India                     | En servicio                                           |
| 13                                       | S62 Sindhuvijay                       | 06.04.1990                | 27.07.1990                | 27.10.1990                | India                     | En servicio                                           |
| 14                                       | Tarreg                                | 05.04.1991                | 25.09.1991                | 25.12.1991                | Irán                      | En servicio                                           |
| 15                                       | Noor                                  | 25.12.1991                | 16.10.1992                | 31.12.1992                | Irán                      | En servicio                                           |
| 16                                       | Yunes                                 | 05.02.1992                | 12.07.1994                | 02.09.1996                | Irán                      | En servicio                                           |
| 17                                       | S63 Sindhurakshak                     | 16.02.1995                | 26.06.1997                | 26.06.1997                | India                     | Destruido en accidente en Bombay.Se hundió 14.08.2013 |
| 18                                       | S65 Sindhushastra                     | 12.12.1998                | 14.10.1999                | 16.05.2000                | India                     | En servicio                                           |
| Clase Kilo Mejorado Pr. 636 Varshavyanka |                                       |                           |                           |                           |                           |                                                       |
| #                                        | Nombre                                | Inicio                    | Botado                    | Asignado                  | Flota                     | Estatus                                               |
| 1                                        | 366 Yuan Zhend 66 Hao                 | 16.07.1996                | 26.04.1997                | 26.08.1997                | China                     | En servicio                                           |
| 2                                        | 367 Yuan Zhend 67 Hao                 | 28.08.1997                | 18.06.1998                | 25.10.1998                | China                     | En servicio                                           |
| Pr. 636M                                 |                                       |                           |                           |                           |                           |                                                       |
| 1                                        | 368 Yuan Zhend 68 Hao                 | 18.10.2002                |                           | 20.10.2004                | China                     | En servicio                                           |
| 2                                        | 369 Yuan Zhend 69 Hao                 | 18.10.2002                |                           | ??.05.2005                | China                     | En servicio                                           |
| 3                                        | 370 Yuan Zhend 70 Hao                 | ??.??.2004                |                           | ??.05.2005                | China                     | En servicio                                           |
| 4                                        | 371 Yuan Zhend 71 Hao                 | ??.??.2004                |                           | ??.??.2005                | China                     | En servicio                                           |
| 5                                        | 372 Yuan Zhend 72 Hao                 | ??.??.2004                |                           | 30.05.2006                | China                     | En servicio                                           |
| 6                                        | 373 Yuan Zhend 73 Hao                 | ??.07.1992                |                           | 05.08.2005                | China                     | En servicio                                           |
| 7                                        | 374 Yuan Zhend 74 Hap                 | 29.05.2003                |                           | 17.11.2005                | China                     | En servicio                                           |
| 8                                        | 375 Yuan Zhend 75 Hao                 | 29.05.2003                |                           | 24.11.2005                | China                     | En servicio                                           |
| 9                                        | 021 Messali el Hadj                   | ??.??.2006                |                           | 28.08.2009                | Argelia                   | En servicio                                           |
| 10                                       | 022 Akram Pacha                       | ??.??.2007                |                           | 29.10.2010                | Argelia                   | En servicio                                           |
| Pr. 636.1                                |                                       |                           |                           |                           |                           |                                                       |
| 1                                        | HQ-182 Hà Nội                         | 24.08.2010                | 28.08.2012                | 10.01.2014                | Vietnam                   | En servicio                                           |
| 2                                        | HQ-183 Hồ Chí Minh                    | 28.09.2011                | 28.12.2012                | 03.04.2014                | Vietnam                   | En servicio                                           |
| 3                                        | HQ-184 Hải Phòng                      | 23.10.2012                | 28.08.2013                | 01.08.2015                | Vietnam                   | En servicio                                           |
| 4                                        | HQ-185 Khánh Hòa                      | 23.10.2012                | 28.03.2014                | 01.08.2015                | Vietnam                   | En servicio                                           |
| 5                                        | HQ-186 Đà Nẵng                        | 01.07.2013                | 28.12.2014                | 28.02.2017                | Vietnam                   | En servicio                                           |
| 6                                        | HQ-187 Bà Rịa–Vũng Tàu                | 28.05.2014                | 28.09.2015                | 01.08.2017                | Vietnam                   | En servicio                                           |
| 7                                        | 031 Ouarsenis                         | ??.??.2015                | 14.03.2017                | 09.01.2019                | Argelia                   | En servicio.                                          |
| 8                                        | 032 Hoggar                            | ??.??.2016                | 29.06.2017                | 09.01.2019                | Argelia                   | En servicio                                           |
| Pr. 636.3                                |                                       |                           |                           |                           |                           |                                                       |
| 1                                        | B-261 Novorossiysk                    | 20.08.2010                | 28.11.2013                | 22.08.2014                | M. NEGRO                  | En servicio                                           |
| 2                                        | B-237 Rostov na Donu                  | 21.11.2011                | 26.06.2014                | 30.12.2014                | M. NEGRO                  | Dañado en Sebastopol en 2023. En reparación           |
| 3                                        | B-262 Stary Oskol                     | 17.08.2012                | 28.08.2014                | 25.06.2015                | M. NEGRO                  | En servicio                                           |
| 4                                        | B-265 Krasnodar                       | 20.02.2014                | 25.04.2015                | 05.11.2015                | M. NEGRO                  | En servicio                                           |
| 5                                        | B-268 Velikiy Novgorod                | 30.10.2014                | 18.03.2016                | 25.10.2016                | M. NEGRO                  | En servicio                                           |
| 6                                        | B-271 Kolpino                         | 30.10.2014                | 31.05.2016                | 24.11.2016                | M. NEGRO                  | En servicio                                           |
| 7                                        | B-274 Petropavlovsk-Kamchatsky        | 28.07.2017                | 28.03.2019                | 25.11.2019                | PACÍFICO                  | En servicio                                           |
| 8                                        | B-603 Volkhov                         | 28.07.2017                | 26.12.2019                | 24.10.2020                | PACÍFICO                  | En servicio                                           |
| 9                                        | B-602 Magadan                         | 01.11.2019                | 26.03.2021                | 12.10.2021                | PACÍFICO                  | En servicio                                           |
| 10                                       | B-588 Ufa                             | 01.11.2019                | 31.03.2022                | 16.11.2022                | PACÍFICO                  | En servicio                                           |
| 11                                       | B-608 Mozhaysk                        | 23.08.2021                | 27.04.2023                | 28.11.2023                | PACÍFICO                  | En servicio                                           |
| 12                                       | B-610 Yakutsk                         | 23.08.2021                | 11.10.2024                | 11.06.2025                | PACÍFICO                  | En servicio                                           |
| 13                                       | B-??? Mariupol                        | 2025                      |                           |                           | NORTE                     | Ordenado 08.2020                                      |
| 14                                       | B-???                                 | 2025                      |                           |                           | NORTE                     | Contrato en 2022                                      |
| 15                                       | B-???                                 |                           |                           |                           | NORTE                     | Contrato en 2022                                      |
| 16                                       | B-???                                 |                           |                           |                           | NORTE                     | Contrato en 2022                                      |